# Bab Mansur al-'Alj
Bab Mansur al-'Alj ali Bab Mansur (različno črkovan tudi kot Bab Mansur al-'Ilj, Bab Mansur al-Eulj, Bab el-Mansur, Bab Mansur itd.) so monumentalna vrata v mestu Meknes v Maroku. So na južni strani Place el-Hedim (trg el-Hedim) v starem mestu in so bila prvotno glavni obredni vhod v Kazbo (kraljevo citadelo) sultana Mulaj Ismaila, zgrajene v poznem 17. in zgodnjem 18. stoletju. Danes so ena najbolj znanih in občudovanih znamenitosti v mestu.

## Zgodovina
Vrata so začeli graditi v poznejših letih vladavine Mulaja Ismaila, leta 1732 pa jih je dokončal njegov sin Mulaj Abdalah. Namen vrat je bil bolj ceremonialen kot obrambni, s ciljem narediti vtis na obiskovalce. Njihovo ime izvira od arhitekta in oblikovalca vrat, Mansurja al-'Alja ('Zmagoviti odpadnik'), nekdanjega krščanskega sužnja, ki se je spreobrnil v islam.ref name=":022">Marçais, Georges (1954). L'architecture musulmane d'Occident. Paris: Arts et métiers graphiques.</ref> Druga okrašena vrata, Bab Džama' en-Nuar, stojijo malo jugozahodno ob istem obzidju. Imajo podoben okras kot večja Bab Mansur in verjamejo, da prav tako izhajajo iz časa Mulaj Ismaila.
V zgodnjem 19. stoletju je sultan Mulaj Abd ar-Rahman dodal zgradbo tipa lože tik pred vrati na desni (jugozahodni strani), ki je danes ni več. Struktura je služila kot zbirališče za vojaške in visoke uradnike, kot tudi za razsodišče mestnega guvernerja in za različne vojaške ali verske obrede. Danes so vrata običajno zaprta, vendar je njihova notranjost včasih odprta za razstave.

## Arhitektura
Celotna zasnova vrat temelji na almohadskih prototipih (kot so Bab Agnaou in vrata Kazba Udajas), z veliko odprtino v obliki podkvastega loka in bočnimi bastijoni, vendar predstavlja tudi pomembne nove značilnosti. Zlasti bočni kvadratni bastijoni ali stolpi so podprti s štirimi debelimi nizkimi stebri na vogalih s podkvastimi loki med njimi, kar ustvarja votlo ložo na dnu stolpov. Nadalje so ob straneh, ki obdajajo bastijone, masivni marmorni stebri, ki podpirajo velike štrleče pilastre zgoraj. Stebri z okrašenimi kapiteli kompozitnega reda so starorimskega izvora, verjetno iz bližnjega najdišča Volubilis. V notranjosti je prehod vrat upognjen, se dvakrat obrne za 90 stopinj in premosti razdaljo med dvojnima stenama Kazbe, kar omogoča dostop do Place Lala Aouda onstran.
Skoraj celotno pročelje vrat, vključno z bočnimi bastijoni, je prekrito z okrasjem. To je sestavljeno iz ponavljajočega se motiva dardž-va-ktaf (stiliziran vzorec podoben rombom v maroški arhitekturi), ki uokvirja glavni lok vrat in zapolnjuje prostore nad stebri bočnih bastijonov. Prazni ali negativni prostori znotraj tega motiva so v celoti zapolnjeni z barvitim polikromiranim zellijem (mozaičnimi ploščicami), še eno značilnostjo, ki je bila nova za maroške monumentalne prehode. Prečniki lokov so zapolnjeni z arabeskno poslikanimi ploščicami. Na samem vrhu vrat, nad drugim okrasjem in poteka vzdolž celotne dolžine, je dodelan arabski napis, naslikan na ploščicah, ki opisuje konstrukcijo vrat, ki so bila nato zaključena z majhnimi 'žagastimi' cinami.
- Detajl dekoracije vrat dardž-va-ktaf in zellij
- Arabski napis, ki poteka vzdolž vrha vrat, z več okraskov dardž-va-ktaf in zellij spodaj
- Steber vrat
- Starorimske spolije; marmorni kapitel v kompozitnem redu, morda iz Volubilisa
- Notranjost vrat
- Bab Džama' en-Nuar, še ena vrata jugozahodno od Bab al-Mansurja